# غار مال امیر
اشکفت مال امیر مربوط به دوره نوسنگی با سفال است و در شهرستان بیضا، بخش بیضا، دهستان بانش، ارتفاعات شمالشرق، روستای قوام آباد، چیچلکو واقع شده و این اثر در تاریخ ۱۸ شهریور ۱۳۸۷ با شمارهٔ ثبت ۲۳۴۴۸ به‌عنوان یکی از آثار ملی ایران به ثبت رسیده است.